# Naissance en 1962
Naissance
- 1958
- 1959
- 1960
- 1961
- 1962
- 1963
- 1964
- 1965
- 1966

Les naissances en 1962 concernent les personnalités nées entre le 1er janvier et le 31 décembre 1962.

## Janvier
- 1er janvier : 
  - Carlos Gómez, acteur américain.
  - Daher Ahmed Farah, homme politique djiboutien.
- 2 janvier :
  - Marie Mélisou, écrivaine française († 2 mars 2017).
  - Adlan Varayev, lutteur libre soviétique puis russe († 4 mai 2016).
- 3 janvier : Darren Daulton,  joueur américain de baseball († 6 août 2017).
- 4 janvier : 
  - Patrick Cassidy, acteur américain.
  - Simon Njami, écrivain, commissaire d’exposition, essayiste et critique d’art camerounais.
- 5 janvier : 
  - Giuseppe Abbagnale, rameur italien.
  - Stella Oduah, femme politique nigériane.
- 6 janvier : Kim Weon-kee, lutteur sud-coréen, spécialiste de lutte gréco-romaine († 27 juillet 2017).
- 7 janvier : Alexandre Douguine, théoricien politique russe.
- 8 janvier : Scumeck Sabottka, promoteur allemand.
- 11 janvier : Melanie Hill, actrice britannique.
- 12 janvier : Stéphane de Rosnay, journaliste, éditeur de presse et producteur de cinéma français († 12 mars 2015).
- 15 janvier : Mehdi Sojoudi Moghaddam, écrivain iranien.
- 17 janvier : 
  - Bruno Dubernat, acteur et directeur artistique français († 30 mars 2022).
  - Denis O'Hare, acteur américain.
  - Jim Carrey, acteur, humoriste, producteur, scénariste, peintre et sculpteur canado-américain.
- 18 janvier : 
  - Alison Arngrim, actrice américaine.
  - Francisco Ferreras, apnéiste cubain.
- 20 janvier : Sophie Thompson, actrice britannique.
- 21 janvier : 
  - Marie Trintignant, actrice française († 1er août 2003).
  - Philippe Cambie, oenologue français († 18 décembre 2021).
- 22 janvier : Isabelle Nanty, actrice, réalisatrice, professeure d'art dramatique et metteuse en scène française.
- 25 janvier : Irina Dovgan, esthéticienne soviétique puis ukrainienne.
- 26 janvier : Bahadır Yenişehirlioğlu, acteur turc.
- 28 janvier : Patrice Motsepe, homme d'affaires sud-africain et président de la Confédération africaine de football depuis 2021.
  - Nicholas Turturro, acteur américain, occasionnellement producteur et réalisateur.
  - Ismaël Haniyeh, homme d'État palestinien membre du Hamas († 30 juillet 2024).
- 30 janvier : 
  - Abdallah II, roi de Jordanie.
  - Éric de Moulins-Beaufort, évêque catholique français, évêque auxiliaire de Paris.
- 31 janvier : Stephen Keshi, joueur et entraîneur de football nigérian († 8 juin 2016).

## Février
- 1er février : Anna Kanakis, actrice italienne († 20 novembre 2023).
- 2 février : 
  - Michael T. Weiss, peintre et acteur américain.
  - Philippe Uchan, acteur, metteur en scène et chanteur français.
- 3 février : Michele Greene, actrice et scénariste américaine.
- 4 février : 
  - Jacqueline Lorains, actrice française de films pornographiques.
  - Christopher Buchholz, acteur et réalisateur allemand.
  - Clint Black, auteur-compositeur-interprète américain de musique country, réalisateur artistique, multi-instrumentiste et acteur.
  - Michael Riley, acteur canadien.
- 5 février : Jennifer Jason Leigh, actrice américaine.
- 6 février : Axl Rose, chanteur américain  du groupe Guns N' Roses.
- 7 février : Romuald Hazoumè, artiste béninois.
- 11 février : Andrew Jonathan Nok, biochimiste nigérian († 21 novembre 2017).
- 12 février : Corinne Benizio, humoriste et actrice française.
- 13 février : Aníbal Acevedo Vilá, personnalité politique Portoricaine.
- 14 février : 
  - Jean-Luc Cairon, gymnaste artistique français († 26 février 2022).
  - Gennaro Cannavacciuolo, acteur, chanteur et fantaisiste italien († 24 mai 2022).
- 15 février : Milo Đukanović, homme politique monténégrin.
- 16 février : Lars Knudsen, cryptologue danois.
- 18 février : 
  - Marianne James, chanteuse et comédienne française.
  - Michel Sorbach, acteur néerlandais.
- 22 février : 
  - Alexander Bisenz, peintre autrichien († 15 mai 2021).
  - Steve Irwin, zoologiste, biologiste et animateur de télévision australien († 4 septembre 2006).

## Mars
- 1er mars : 
  - Silvina Chediek, journaliste argentine.
  - Loumia Hiridjee, femme d'affaires, cofondatrice française de la marque Princesse tam.tam († 26 novembre 2008).
  - Ibrahim Mohamed Solih, Homme d'état maldivien.
- 2 mars : 
  - Jon Bon Jovi, chanteur du groupe rock américain Bon Jovi.
  - Jean-Paul Didierlaurent, écrivain français († 5 décembre 2021).
- 3 mars : Luis José Rueda Aparicio, archevêque colombien.
- 5 mars : Robert Curbeam, astronaute américain.
- 6 mars : Sergueï Iachine, joueur professionnel russe de hockey sur glace devenu entraîneur († 12 avril 2022).
- 7 mars : Gilles Ciment, théoricien du cinéma et de la bande dessinée français.
- 10 mars : Jean-Paul Vesco, cardinal français, archevêque d'Alger.
- 13 mars : Leonidas Donskis, philosophe et essayiste lituanien († 21 septembre 2016).
- 15 mars :
  - Steve Coy, musicien britannique († 4 mai 2018).
  - Terence Trent D'Arby, chanteur et musicien multi-instrumentiste américain.
- 16 mars : Lasse Larsson, joueur et entraîneur de football suédois († 8 mars 2015).
- 17 mars : Kalpana Chawla, astronaute américaine d'origine indienne, première femme indienne à aller dans l'espace († 1er février 2003).
- 21 mars : 
  - Matthew Broderick, acteur et producteur américain.
  - Jean-Marc Parent, humoriste québécois.
  - Yves Teicher, violoniste de jazz belge († 11 avril 2022).
- 22 mars : 
  - Steve Dillon, dessinateur de comics britannique († 22 octobre 2016).
  - Mahmoud Sadeghi, homme politique iranien.
- 23 mars : 
  - Shinkai Karokhail, femme politique afghane.
  - Jenny Wright, actrice américaine.
  - Olga Chkournova, joueuse de volley-ball soviétique puis russe.
- 24 mars : Maria Spena, femme politique italienne.
- 25 mars :
  - Marcia Cross, comédienne américaine (série : Desperate Housewives).
  - Kirill Pokrovsky, musicien et un compositeur russo-belge († 1er juin 2015).
- 26 mars :
  - Iouri Guidzenko, cosmonaute russe.
  - Freddy Ternero, joueur et entraîneur de football péruvien († 18 septembre 2015).

## Avril
- 2 avril : Pierre Carles, documentariste français.
- 3 avril : Jennifer Rubin, actrice et productrice américaine.
- 4 avril : 
  - Ava Fabian, actrice et mannequin américaine.
  - Willy Borsus, homme politique belge de langue française.
- 5 avril : Lana Clarkson, actrice américain († 3 février 2003).
- 7 avril : Alain Robert, grimpeur urbain français.
- 8 avril : Radomír Šimůnek sr., coureur cycliste tchécoslovaque († 10 août 2010).
- 11 avril : Hymke de Vries, actrice néerlandaise.
- 12 avril : Tangara Speed Ghôda, musicien ivoirien († 2 juin 2002).
- 13 avril : Hillel Slovak, guitariste de rock israélo-américain († 25 juin 1988).
- 15 avril : 
  - David Pope, joueur de basket-ball américain († 21 octobre 2016).
  - Jhon Jairo Velásquez, tueur à gages colombien († 6 février 2020).
  - Talat Xhaferi, homme d'État macédonien.
- 16 avril : Antony Blinken, homme politique américain, 71e secrétaire d'État des États-Unis depuis 2021.
- 19 avril : Habib Dembélé, acteur malien.
- 21 avril : Thierry Beaudet, enseignant et dirigeant mutualiste français.
- 24 avril : Christophe Desjardins, altiste français († 13 février 2020).
- 26 avril : 
  - Kōji Tsujitani, seiyū japonais crédité pour avoir exprimé de nombreux personnages d'anime et de jeux vidéo.(† 17 octobre 2018).
  - Matteo Messina Denaro, criminel italien († 24 septembre 2023).
- 29 avril : 
  - Christine Defraigne, femme politique belge de langue française.
  - Bruce Driver, hockeyeur sur glace canadien.
  - Vlado Lisjak, lutteur croate, champion olympique.
- 30 avril : 
  - Marc Morgan, auteur-compositeur-interprète belge († 10 janvier 2020).
  - Robert Carmona, footballeur uruguayen.

## Mai
- 2 mai : 
  - Alain Johannes, musicien américain.
  - Alexandra Boulat, photojournaliste française († 5 octobre 2007).
  - Cecilia Tait, joueuse de volley-ball et femme politique péruvienne.
  - Elizabeth Berridge, actrice américaine.
  - Frank Caprice, joueur de hockey sur glace italo-canadien.
  - Ildikó Gáll-Pelcz, femme politique hongroise.
  - Jean-François Bernard, coureur cycliste français.
  - Jimmy White, joueur de snooker anglais.
  - Michael Grandage, acteur, réalisateur, metteur en scène et producteur britannique.
  - Micky Quinn, joueur de football anglais.
  - Miklós Spányi, claveciniste, pianofortiste et clavicordiste hongrois.
  - Mitzi Kapture, actrice américaine.
  - Pierre Drouguet, joueur de football belge.
  - Rafah DiCostanzo, femme politique canadienne.
  - Sigurður Grétarsson, joueur de football islandais.
  - Taťána Kocembová, athlète tchèque.
  - Ty Herndon, chanteur de musique country américain.
  - Veerle Eyckermans, actrice belge.
  - Vincenzo Maenza, lutteur italien.
- 3 mai : Shakila une vocaliste et maître de la musique iranienne.
- 8 mai : 
  - Natalia Molchanova, championne d'apnée russe († 2 août 2015).
  - Danny Faure, personnalité politique des Seychelles.
  - Adalberto Costa Júnior, homme politique angolais.
- 9 mai : Dave Gahan, chanteur et leader anglais du groupe Depeche Mode.
- 10 mai : Sandra Cauffman, physicienne costaricienne à la NASA.
- 11 mars : Mohamed Abdullahi Mohamed, diplomate et homme politique somalien.
- 12 mai
  - Emilio Estevez, acteur, réalisateur, scénariste et producteur américain.
  - Gregory H. Johnson, astronaute américain.
- 15 mai : Dean Wright, réalisateur et superviseur des effets spéciaux américain.
- 16 mai : Ratu Atut Chosiyah, femme politique indonésienne.
- 17 mai : Ferenc Krausz, physicien austro-hongrois.
- 18 mai : Sandra, chanteuse franco-allemande.
- 23 mai : Emilio Muñoz, matador espagnol.
- 24 mai : Gene Anthony Ray, comédien et danseur américain († 14 novembre 2003).
- 25 mai : 
  - Anders Johansson, musicien suédois.
  - Dariusz Kołodziejczyk, historien et responsable universitaire polonais.
  - Dominique Cina, joueur de football international suisse.
  - Eric Nattress, joueur de hockey sur glace canadien.
  - Gilles Bouleau, journaliste français.
  - Jean-Paul Chiaroni, copilote de rallye français.
  - Laurent Verron, auteur de bande dessinée, écrivain et illustrateur français.
  - Milan Zver, homme politique slovène.
  - Ricardo Merlo, homme politique italien.
  - Warren Hudson, joueur canadien de football canadien († 16 février 2012).
- 26 mai : 
  - Bobcat Goldthwait, acteur, humoriste, réalisateur, scénariste et producteur américain.
  - Colin Vearncombe, auteur-compositeur-interprète britannique († 26 janvier 2016).
- 27 mai : Steven Brill,  acteur, réalisateur, producteur et scénariste américain.
- 28 mai : James Michael Tyler, acteur américain († 24 octobre 2021).
- 30 mai : 
  - « El Soro » (Vicente Ruiz Soro), matador espagnol.
  - Dina Boluarte, avocate et femme d'État péruvienne.
- 31 mai : Sebastian Koch, acteur allemand.

## Juin
- 2 juin : Guy Lecluyse, comédien et humoriste français.
- 4 juin : Hakainde Hichilema, homme d'État zambien.
- 5 juin : 
  - Astrid de Belgique, Princesse de Belgique.
  - Ken Hudson Campbell, acteur américain.
- 7 juin : Lance Reddick, acteur américain († 17 mars 2023).
- 10 juin : Gina Gershon, actrice et productrice américaine.
- 11 juin : Didier Berthet, prélat catholique français († 8 septembre 2023).
- 12 juin : Jordan Peterson, psychologue clinicien canadien
- 13 juin : Ally Sheedy, actrice américaine.
- 16 juin : Patrick Bourgeois, chanteur et musicien québécois.
- 17 juin : Lio, chanteuse et actrice belgo-portugaise francophone.
- 18 juin : Jean-Daniel Causse, théologien protestant, psychanalyste et professeur en études psychanalytiques français († 8 juin 2018).
- 19 juin : 
  - Paula Abdul, chanteuse américaine.
  - Ralph « Bucky » Phillips, meurtrier américain.
- 20 juin : Benjamin Massing, joueur de football international camerounais († 9 décembre 2017).
- 21 juin : Viktor Tsoï, chanteur de rock soviétique († 15 août 1990).
- 22 juin : 
  - Nicholas Lea, acteur canadien.
  - Stephen Chow, réalisateur hongkongais.
- 24 juin : 
  - Gautam Adani, milliardaire indien, président et fondateur du groupe Adani.
  - Claudia Sheinbaum, femme politique mexicaine.
- 25 juin : 
  - Anthony Allen Shore, tueur en série américain († 18 janvier 2018).
  - Ricardo Iorio, musicien argentin († 24 octobre 2023).
- 26 juin : Jerome Kersey, Basket-ball américain († 18 février 2015).
- 27 juin : 
  - Ollanta Humala, homme politique péruvien.
  - François Tajan, commissaire-priseur français († 26 février 2020).
  - Tony Leung Chiu-wai, acteur et chanteur hongkongais.
- 29 juin :
  - Frédéric Laffont, réalisateur français.
  - George D. Zamka, astronaute américain.
- 30 juin : 
  - Erika Bjerström, écrivaine et journaliste suédoise.
  - Tony Fernández, joueur de baseball dominicain († 15 février 2020).
  - Michel Nowak, judoka français, médaillé olympique en 1984, aux Jeux de Los Angeles.

## Juillet
- 1er juillet :
  - Alain-Richard Donwahi, homme politique ivoirien.
  - Aase Simonsen, femme politique norvégienne.
  - Andre Braugher, acteur américain († 11 décembre 2023).
- 2 juillet : Jacky Charrier, footballeur français († 30 mai 2015).
- 3 juillet : 
  - Hunter Tylo, actrice américaine.
  - Tom Cruise, acteur, producteur, réalisateur et cascadeur américain.
- 4 juillet :
  - Henry-Frédéric Roch, viticulteur français † 17 novembre 2018).
  - Pam Shriver, joueuse de tennis américaine.
- 5 juillet :
  - Paolo Giordano, guitariste italien († 29 décembre 2021).
  - Philippe Vandel, journaliste français.
- 9 juillet : 
  - Jordan Belfort, ancien courtier américain ayant inspiré Le Loup de Wall Street.
  - Aloyzas Kveinys, joueur d'échecs soviétique puis lituanien († 26 juillet 2018).
- 12 juillet : Václav Švejcar, peintre tchécoslovaque puis tchèque († 25 décembre 2008).
- 13 juillet : 
  - Thierry Dedegbe, taekwondoïste français.
  - Tom Kenny, acteur américain, connu pour être la voix de Bob l'éponge.
- 16 juillet : Olivier Royant, journaliste français († 31 décembre 2020).
- 17 juillet : Lokman Slim, éditeur libanais († 4 février 2021).
- 18 juillet : Poornima Bhagyaraj, actrice indienne.
- 19 juillet : Véronique Robert, journaliste suisse († 24 juin 2017).
- 20 juillet :
  - Samir Kountar, activiste libanais d'origine druze († 19 décembre 2015).
  - Emmanuel Niyonkuru, homme politique burundais († 1er janvier 2017).
- 21 juillet : Mokgweetsi Masisi, homme politique botswanais.
- 22 juillet : 
  - Jacques Glassmann, footballeur français, aussi connue pour avoir révélé l'affaire VA-OM.
  - Rena Owen, actrice néo-zélandaise.
  - Steve Albini, musicien de rock et joueur de poker américain (†7 mai 2024).
- 23 juillet : Eriq La Salle, acteur, réalisateur et producteur américain.
- 25 juillet : 
  - Charlotte Besijn, actrice et danseuse néerlandaise.
  - Étienne Leenhardt, journaliste français.
  - Philippe Bohn, Homme d'affaires français.
- 29 juillet : Tidjane Thiam, dirigeant d’entreprise à la double nationalité ivoirienne et française.
- 30 juillet : Vladimir Dejourov, cosmonaute russe.
- 31 juillet : Wesley Snipes, acteur et producteur américain.

## Août
- 1er août : Mac Lesggy, ingénieur agronome, animateur et producteur de télévision français.
- 2 août : Eric Geboers, pilote de motocross belge († 6 mai 2018).
- 4 août : 
  - Vladimir Makovitch,  président du Conseil suprême de la république populaire de Donetsk († 12 mars 2017).
  - Jim Hagedorn, homme politique américain († 17 février 2022).
- 5 août : Emmanuel Chain, journaliste, producteur de télévision et animateur français.
- 6 août :
  - Gregory Chamitoff, astronaute américain.
  - Marc Lavoine, chanteur français.
  - Michelle Yeoh (Yeoh Choo Kheng), actrice malaisienne.
- 7 août : Bruno Pelletier, chanteur québécois.
- 8 août : Emmanuel Patron, acteur français.
- 9 août :
  - Néfertari Bélizaire, actrice québécoise († 19 février 2017).
  - Jacques-Antoine Granjon, entrepreneur français.
  - Hot Rod Williams, joueur de basket-ball américain († 11 décembre 2015).
- 11 août : Brigitte Zarfl, femme politique autrichienne.
- 12 août : Alix Adams, actrice néerlandaise.
- 13 août : Manuel Valls, homme politique franco-espagnol.
- 14 août : Steve Reevis, acteur américain († 7 décembre 2017).
- 16 août : Steve Carell, acteur, scénariste, producteur et réalisateur américain.
- 18 août : Felipe Calderón, homme d'État mexicain, président du mexique de 2006 à 2012.
- 19 août :
  - Patrick Dell'Isola, acteur français (†22 octobre 2022).
  - Rosalind Grender, femme politique britannique.
  - Michael J. Massimino, astronaute américain.
- 20 août : 
  - Fathi Bachagha, homme politique et militaire libyen.
  - Sophie Aldred, actrice et présentatrice de télévision britannique.
- 22 août :
  - Ilkka Laitinen, homme politique et militaire finlandais († 29 septembre 2019).
  - Robin Thomas, mathématicien tchèque († 26 mars 2020).
- 24 août : Mary Weber, astronaute américaine.
- 25 août : Taslima Nasreen, femme de lettres bangladaise.
- 28 août :
  - Said Boukhari, militant algérien pour la démocratie et les droits de l’Homme en Algérie († 22 novembre 2017).
  - David Fincher, réalisateur et producteur américain.
  - Melissa Rosenberg, scénariste américaine.
- 29 août : Armand Eloi, acteur et metteur en scène belge.
- 30 août : François Delecour, pilote de rallye français.
- 31 août : Nicolas Brouwet, évêque catholique français, évêque de Nîmes.

## Septembre
- 2 septembre : Dominique Farrugia, humoriste français.
- 3 septembre : Guy Matondo Kingolo, homme politique congolais.
- 4 septembre : David Lagercrantz, journaliste et auteur de best-sellers suédois.
- 5 septembre : Paul Vasquez, principalement connue dans la vidéo viral Double Rainbow († 9 mai 2020).
- 6 septembre : Chris Christie, Homme politique américain et gouverneur de l'État du New Jersey de 2010 à 2018.
- 7 septembre : Cliff Simon, acteur sud-africain († 9 mars 2021).
- 8 septembre : 
  - Jean-Félix Lalanne, guitariste et compositeur français.
  - Ronnie Screwvala, producteur indien.
- 9 septembre : Réal Bossé, acteur québécois.
- 11 septembre : 
  - Kristy McNichol, actrice américaine.
  - Pierre Huyghe, artiste plasticien français.
- 12 septembre : 
  - Philippe Cassard, pianiste classique et producteur de radio français.
  - Samy Badibanga, homme d'État congolais.
- 13 septembre : 
  - Satveer Singh Gurjar, personnalité politique de l'Inde.
  - Gary Robichaud, enseignant et homme politique canadien († 8 septembre 2005).
- 14 septembre : René Sylvestre, juriste haïtien († 23 juin 2021).
- 17 septembre :
  - Baz Luhrmann, réalisateur australien.
  - Steffi Martin, lugeuse est-allemande puis allemande († 21 juin 2017).
- 19 septembre :
  - Stefano Farina, arbitre de football italien († 23 mai 2017).
  - Christian Sudol, homme d'affaires français († 12 janvier 2016).
- 21 septembre : Hubert Mounier, musicien, chanteur et auteur de bande dessinée français († 2 mai 2016).
- 22 septembre : Normand D'Amour, acteur québécois.
- 24 septembre : Jake Phelps, journaliste américain († 14 mars 2019).
- 25 septembre : 
  - Virginie Tellenne dite Frigide Barjot, humoriste, autrice et militante bio-humaniste.
  - Kalthoum Sarraï, auxiliaire de puériculture et animatrice de télévision franco-tunisienne († 20 janvier 2010).
  - Alès Bialiatski, militant des droits humains biélorusse.
- 26 septembre : Patrick Bristow, acteur américain.

## Octobre
- 1er octobre :
  - Attaphol Buspakom, entraîneur de football thaïlandais († 16 avril 2015).Kelly Preston.

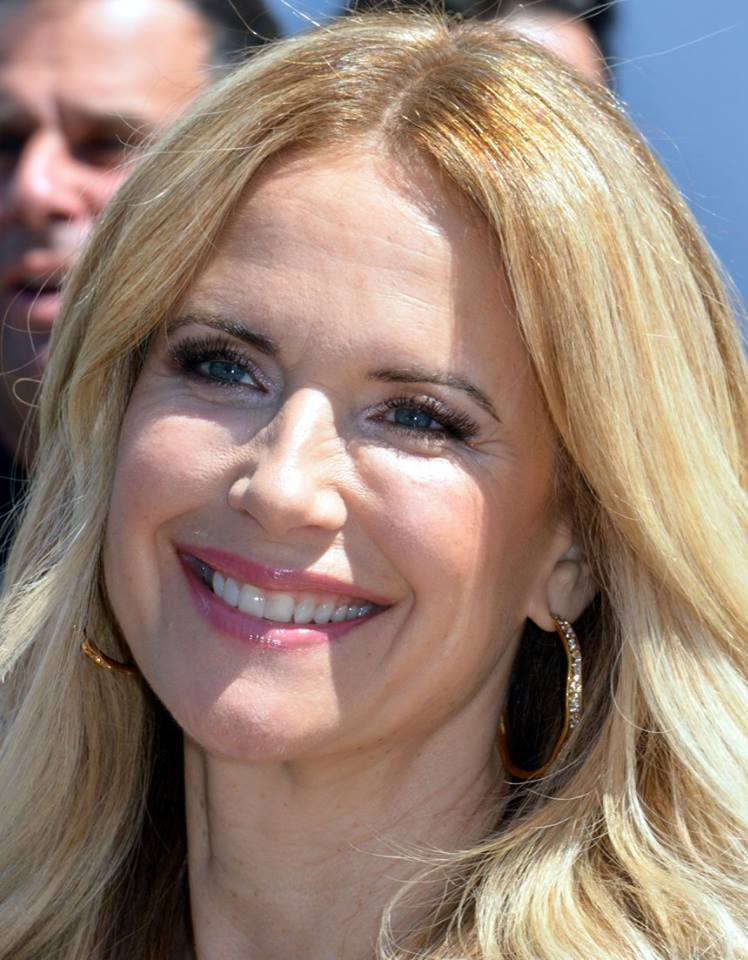
Kelly Preston.

  - Alain Fauré, chef d'entreprise et homme politique français († 12 juillet 2018).
  - Marie-Hélène Lafon, écrivaine et enseignante française
- 3 octobre : Juan Antonio Ruiz Román dit « Espartaco », matador espagnol.
- 4 octobre :
  - Ángel Pedraza, footballeur espagnol († 8 janvier 2011).
  - Jean-Luc Sassus, footballeur français († 22 mai 2015).
- 6 octobre : Xavier Richefort, journaliste français († 22 juillet 2022).
- 9 octobre : Coyote (auteur), dessinateur français († 9 août 2015).
- 10 octobre : 
  - Fred Fono, homme politique salomonais († 26 décembre 2011).
  - Rex J. Walheim, astronaute américain.
- 11 octobre : Annemarie van de Mond, actrice néerlandaise.
- 12 octobre : 
  - Deborah Foreman, actrice américaine.
  - Patrick Bosso, humoriste et acteur français.
  - Aminata Touré, femme politique sénégalaise.
- 13 octobre : Kelly Preston, actrice et chanteuse américaine († 12 juillet 2020).
- 14 octobre : Trevor Goddard, acteur britannico-américain († 7 juin 2003).
- 16 octobre :
  - Flea (alias Michael Peter Balzary), bassiste australo-américain du groupe Red Hot Chili Peppers.
  - Dmitri Khvorostovski, baryton soviétique puis russe († 22 novembre 2017).
- 18 octobre : Olga Chernysheva, artiste vidéaste et photographe russe.
- 22 octobre : Bob Odenkirk, acteur, réalisateur et producteur américain.
- 29 octobre : Yahya Sinwar, homme politique palestinien († 29 août 2024).
- 30 octobre : 
  - Cristina Córdula, animatrice brésilo-française.
  - Arnaud Montebourg, homme politique français.

## Novembre
- 1er novembre : 
  - Anthony Kiedis, chanteur, acteur et producteur américain du groupe Red Hot Chili Peppers.
  - Laurent Rachou, comédien-dramaturge français († 24 novembre 2014).
  - Irene Fargo, chanteuse, actrice et personnalité de la télévision italienne († 1er juillet 2022).
  - Magne Furuholmen, musicien norvégien, membre du groupe a-ha.
- 2 novembre :
  - Suleiman Cassamo, écrivain mozambicain.
  - Mireille Delunsch, soprano lyrique française.
  - Karl-Ludwig Elvers, historien de l'Antiquité allemand.
  - Kirill Kozakov, acteur russe de théâtre et cinéma.
  - Thierry Lamy,  scénariste de bande dessinée français.
  - Ron McGovney, musicien américain, premier bassiste du groupe de heavy metal Metallica.
  - Guillaume de Tanoüarn, prêtre catholique traditionaliste et philosophe français.
  - Trajko Veljanovski, homme politique macédonien.
  - Graham Waterhouse, compositeur et violoncelliste anglais.
- 3 novembre : 
  - Gabe Newell, cofondateur et directeur de Valve Corporation.
  - Andriy Zholdak, metteur en scène ukrainien.
- Paul Furlan, homme politique belge membre du Parti socialiste d'origine italienne (10 avril 2023).
- 4 novembre : Jean-Pierre Bemba, homme politique conglolais.
- 5 novembre :
  - B. Alvin Drew, astronaute américain.
  - Shlomo Helbrans, rabbin hassidique d'origine israélienne († 7 juillet 2017).
- 6 novembre : Oleg Kalachnikov, politicien ukrainien († 15 avril 2015).
- 9 novembre : Teryl Rothery, actrice canadienne.
- 11 novembre : Demi Moore, actrice, productrice et réalisatrice américaine.
- 14 novembre : Stefano Gabbana, couturier italien de la maison Dolce & Gabbana avec Domenico Dolce.
- 15 novembre : Moussa Maaskri, acteur et scénariste franco-algérien.
- 16 novembre : Darwyn Cooke, dessinateur et scénariste de bandes dessinées canadien († 14 mai 2016).
- 17 novembre : André Fortin, auteur-compositeur-interprète québécois († 8 mai 2000).
- 18 novembre : Kirk Hammett, guitariste soliste du groupe de heavy métal Metallica.
- 19 novembre
  - Jodie Foster, actrice, réalisatrice et productrice américaine.
  - Nicole Stott, astronaute américaine.
- 24 novembre : Tracey Wickham, nageuse australienne.
- 28 novembre : Jane Sibbett, actrice américaine.
- 29 novembre :
  - Catherine Chabaud, navigatrice française.
  - Andrew McCarthy, acteur américain, membre du Brat Pack.
- 30 novembre : Gérard Vives, acteur, humoriste et animateur de télévision français.

## Décembre
- 2 décembre : 
  - Kardam de Bulgarie, prince de Tarnovo et duc en Saxe († 7 avril 2015).
  - Kouassi Kouamé Patrice, homme politique ivoirien.
- 3 décembre : Pieter Hintjens, développeur belge († 4 octobre 2016).
- 5 décembre : Cristina Corrales, animatrice de radio et femme politique bolivienne († 30 avril 2010).
- 6 décembre : Claude Chirac, conseillère en communication française.
- 9 décembre : Felicity Huffman, comédienne américaine (série : Desperate Housewives).
- 10 décembre : Rakhat Aliev, homme politique, homme d'affaires et diplomate kazakh († 24 février 2015).
- 11 décembre : Sakyong Mipham Rinpoché, maître spirituel du bouddhisme tibétain.
- 14 décembre : 
  - Cendrine Dominguez, animatrice et productrice de télévision française.
  - Kathleen Vereecken, auteure belge de livres pour enfants.
  - Adama Bictogo, homme d'affaires et politique ivoirien.
- 16 décembre :
  - Liane Foly, chanteuse, autrice-compositrice, actrice, imitatrice, animatrice et productrice de radio et de télévision française.
  - Maruschka Detmers, actrice néerlandaise.
  - Charly Mottet, coureur cycliste français.
- 17 décembre :
  - Cabo Almi, militaire et homme politique brésilien († 24 mai 2021).
  - André-Philippe Gagnon, humoriste québécois.
  - Richard Jewell, policier et agent de sécurité américain connu pour avoir déjoué l'attentat du parc du Centenaire († 29 août 2007).
- 21 décembre : Paella Chimicos, artiste peintre
- 22 décembre :
  - Bertrand Gachot, coureur automobile Formule 1 franco-belge.
  - Ralph Fiennes, acteur britannique.
- 24 décembre : Kate Spade, styliste américaine († 5 juin 2018).
- 25 décembre : Jean-Marc Généreux, danseur de salon et chorégraphe québécois.
- 26 décembre :
  - James Kottak, batteur américain du groupe allemand Scorpions († 9 janvier 2024).
  - Jean-Marc Ferreri, footballeur français.
- 28 décembre : 
  - Pascal Lévy est un cavalier français de saut d'obstacles.
  - Michel Petrucciani, jazzman français († 6 janvier 1999).
- 29 décembre : Carles Puigdemont, journaliste et homme politique espagnol.

## Dates inconnues ou non renseignées
- Marianna Economou, productrice indépendante grecque.
- Florika Fink-Hooijer, fonctionnaire de la Commission européenne.
- Marcelo Figueras, écrivain, scénariste et acteur argentin.
- Isabelle Graw, historienne de l'art allemande.
- Abdel Kader Hilal, juriste, policier et homme politique yéménite († 8 octobre 2016).
- Rachel Kranton, économiste américaine.
- Aurore de La Morinerie, styliste française.
- John Numbi, militaire congolais.
- Ros Sopheap, féministe et militante cambodgienne.
- Abbas Tabrizian, ayatollah iranien.
- Minute Taupo, diplomate puis homme politique tuvaluan († 23 mai 2022).
- Zakia Zaki, journaliste afghane († 4 juin 2007).
- Guy Tillim, photographe sud-africain.
- Alain M. Bellemare (en), Chef d'entreprise canadien, et ancien président de Bombardier.